# Зачепило, Александр Александрович
Александр Александрович Зачепило — советский хозяйственный, государственный и политический деятель, Герой Социалистического Труда.

## Биография
Родился в 1913 году в селе Верхняя Терса Гуляйпольской волости Александровского уезда Екатеринославской губернии. Член КПСС.
С 1928 года — на хозяйственной, общественной и политической работе. В 1928—1973 гг. — разнорабочий в колхозе, тракторист тракторной бригады, шофёр на машинно-тракторной станции, красноармеец, шофёр в колхозе, тракторист на машинно-тракторной станции в Западной Украине, участник Великой Отечественной войны, шофёр собственноручно собранной бортовой автомашины ЗИС-5 443-го батальона аэродромного обслуживания, шофёр Гуляйпольского отдела Государственного семенного фонда, тракторист, бригадир тракторной бригады колхоза имени Ленина Гуляйпольского района Запорожской области Украинской ССР
Указом Президиума Верховного Совета СССР от 30 апреля 1966 года присвоено звание Героя Социалистического Труда с вручением ордена Ленина и золотой медали «Серп и Молот».
Умер в селе Верхняя Терса в 1989 году.